# Ковтун, Василий Ефимович
Василий Ефимович Ковтун (15 сентября 1921, Старосинявский район, Хмельницкая область — 1997, Кишинёв) — полковник Советской Армии, участник Великой Отечественной войны, Герой Советского Союза (1944).

## Биография
Василий Ковтун родился 15 сентября 1921 года в селе Буглаи (ныне — Старосинявский район Хмельницкой области Украины). После окончания семи классов школы работал водителем в автоколонне. В 1940 году Ковтун был призван на службу в Рабоче-крестьянскую Красную Армию. С начала Великой Отечественной войны — на её фронтах. В 1943 году он окончил курсы усовершенствования командного состава. К сентябрю того же года гвардии капитан Василий Ковтун командовал 10-й гвардейской отдельной разведротой 12-й гвардейской стрелковой дивизии 61-й армии Центрального фронта. Отличился во время битвы за Днепр
26 сентября 1943 года Ковтун во главе разведгруппы переправился через Днепр в районе села Глушец Лоевского района Гомельской области Белорусской ССР и пробрался во вражеский тыл, где провёл разведку и передал собранные данные о противнике командованию. Действия Ковтуна и его группы способствовали успешной переправе частей дивизии на данном участке.
Указом Президиума Верховного Совета СССР «О присвоении звания Героя Советского Союза генералам, офицерскому, сержантскому и рядовому составу Красной Армии» от 15 января 1944 года за «образцовое выполнение боевых заданий командования по форсированию реки Днепр и проявленные при этом мужество и героизм» гвардии капитан Василий Ковтун был удостоен высокого звания Героя Советского Союза с вручением ордена Ленина и медали «Золотая Звезда».
После окончания войны Ковтун продолжил службу в Советской Армии. В 1954 году он окончил Военную академию имени Фрунзе. В 1975 году в звании полковника Ковтун был уволен в запас. Проживал и умер в Кишинёве в 1996 году.
Был также награждён орденом Красного Знамени, двумя орденами Отечественной войны 1-й степени, двумя орденами Красной Звезды, рядом медалей.

## Награды
- Герой Советского Союза. Подвиг народа (Сайт). Архивировано 29 июля 2012 года.
- Ковтун Василий. Подвиг народа (Сайт). Архивировано 29 июля 2012 года.
- Медаль «За отвагу». Подвиг народа(Сайт). Архивировано 29 июля 2012 года.